# 56P/Slaughter-Burnham
La comète Slaughter-Burnham, officiellement 56P/Slaughter-Burnham, est une comète périodique du système solaire, découverte le 27 janvier 1959 par Charles D. Slaughter et Robert Burnham à l'observatoire Lowell.